# Primula cicutariifolia
Primula cicutariifolia là một loài thực vật có hoa trong họ Anh thảo. Loài này được Pax miêu tả khoa học đầu tiên năm 1915.